# Hustjärnen (Skorpeds socken, Ångermanland)
Hustjärnen är en sjö i Örnsköldsviks kommun i Ångermanland och ingår i Nätraåns huvudavrinningsområde. Sjön har en area på 0,126 kvadratkilometer och ligger 326,3 meter över havet. Sjön avvattnas av vattendraget Glöggbäcken.

## Delavrinningsområde
Hustjärnen ingår i det delavrinningsområde (702963-159286) som SMHI kallar för Utloppet av Hustjärnen. Medelhöjden är 340 meter över havet och ytan är 0,82 kvadratkilometer. Räknas de 4 avrinningsområdena uppströms in blir den ackumulerade arean 4,2 kvadratkilometer. Glöggbäcken som avvattnar avrinningsområdet har biflödesordning 2, vilket innebär att vattnet flödar genom totalt 2 vattendrag innan det når havet efter 77 kilometer. Avrinningsområdet består mestadels av skog (85 procent). Avrinningsområdet har 0,12 kvadratkilometer vattenytor vilket ger det en sjöprocent på 15 procent.